# Nabycie konstytutywne
Nabycie konstytutywne – nabycie, które polega na tym, że jednocześnie z nim powstaje prawo podmiotowe. 
Nabycie konstytutywne może występować:
- przy nabyciu pierwotnym uniezależnionym na mocy szczególnych przepisów od uprzedniego istnienia prawa – np. napisanie utworu powoduje powstanie nowego prawa podmiotowego autorskiego, które nabywa autor tego utworu;
- przy nabyciu pochodnym uzależnionym od uprzedniego istnienia prawa – nabywca uzyskuje z mocy ustawy prawo podmiotowe o zmienionym, węższym zakresie;
- przy nabyciu pochodnym zbywający może sam, z przysługującego mu prawa podmiotowego ustanowić węższe prawo i to węższe prawo przenieść na nabywcę.